# Caversfield
Caversfield – wieś w Anglii, w hrabstwie Oxfordshire, w dystrykcie Cherwell. Leży 21 km na północ od Oksfordu i 85 km na północny zachód od Londynu. W 2001 miejscowość liczyła 1725 mieszkańców.